# Сражение за персиковый сад
Сражение за персиковый сад (англ. Battle Of The Peach Orchard) — один из эпизодов битвы при Геттисберге, произошло 2 июля 1863 года во время Гражданской войны в Америке, к югу от пенсильванского города Геттисберг на территории персикового сада у фермы Джозефа Шерфи.
Днём 2 июля федеральный III корпус был выдвинут вперёд, чтобы занять высоту у персикового сада. Непосредственно на территории сада была размещена пенсильванская бригада Чарльза Грэма. Во второй половине дня Первый корпус Северовирджинской армии начал наступление на левый фланг федеральной армии: бригада Грэма была атакована бригадами Кершоу и Барксдейла и была полностью разгромлена. Генерал Грэм попал в плен, корпусной командир Сиклс был ранен и покинул поле боя. Армия Конфедерации была близка к тому, чтобы выиграть сражение и саму войну, но у бригады Барксдейла не оказалось резервов, и она остановила наступление.
Некоторые историки считают, что атака Барксдейла на Персиковый сад не уступает по исторической значимости знаменитой «Атаке Пикетта» и лишь доминирование вирджинцев в исторической науке отодвинуло её на второй план.

## Предыстория
Ранним утром 2 июля, на второй день сражения при Геттисберге, главнокомандующий Потомакской армией, генерал Джордж Мид начал размещать на высотах под Геттисбергом свои корпуса. II корпус генерала Хэнкока был размещён на Кладбищенском хребте, а III корпусу генерала Дэна Сиклса было приказано вызвать из Эммитсберга две отставшие бригады, занять позицию левее Хэнкока (заменив тут дивизию генерала Гири) и растянуть корпус налево до высоты Литл-Раунд-Топ. Эта позиция очень не понравилась Дэну Сиклсу; ещё ночью подступы к ней прикрывала кавалерия Джона Бьюфорда, но утром Бьюфорд попросил сменить его бригады, чтобы его люди добыли продовольствие для себя и лошадей. Мид утвердил этот отвод, полагая, что генерал Плезантон найдёт кавалерии замену, но Плезантон просто отправил Бьюфорда в Винчестер, и в итоге фланг корпуса Сиклса оказался лишён какого-либо кавалерийского прикрытия.
Кроме того, Сиклс обнаружил, что занимает самую неудобную позицию: это была южная треть Кладбищенского хребта, который на этом участке фактически уже не являлся хребтом и не давал преимуществ по высоте. Впереди, перед фронтом корпуса, находилась высота, по которой проходила Эммитсбергская дорога. Вечером предыдущего дня корпус Сиклса пришёл к Геттисбергу именно по этой дороге, а теперь по ней же, возможно, должны были подойти две отстающие бригады (Тробрианда и Бёрлинга), две батареи и обоз с артиллерийскими боеприпасами. Дорога была важной коммуникацией для Третьего корпуса и, возможно, для всей армии. Сиклсу хотелось удержать эту дорогу и перекрёсток с Уитфилдской дорогой, где находился персиковый сад. В те дни сад принадлежал Джозефу Шерфи (1813—1883) и Марии Шерфи (1818—1904), которые жили на ферме со своими шестью детьми. Ещё днём ранее они готовили на ферме хлеб для проходящего корпуса Рейнольдса.
Под Геттисбергом росло много фруктовых деревьев в 1863 году, растут они там и сейчас. Сад был при каждой ферме, а некоторые, как эта ферма Джозефа Шерфи, выращивали их на продажу. На геттисбергском поле боя было несколько таких садов, но только один из них стал тем самым Персиковым садом, как из-за особенности своей местности, так и из-за тяжелейших боёв, которые там шли. Персиковый сад представлял собой прямоугольный участок на юго-восточном углу перекрёстка; он тянулся на 150 метров вдоль Эммитсбергской дороги и на 100 метров вдоль Уитфилдской дороги. Высота, которая так заинтересовала Сиклса, имела свой максимум на территории этого сада всего в нескольких метрах на восток от Эммитсбергской дороги.

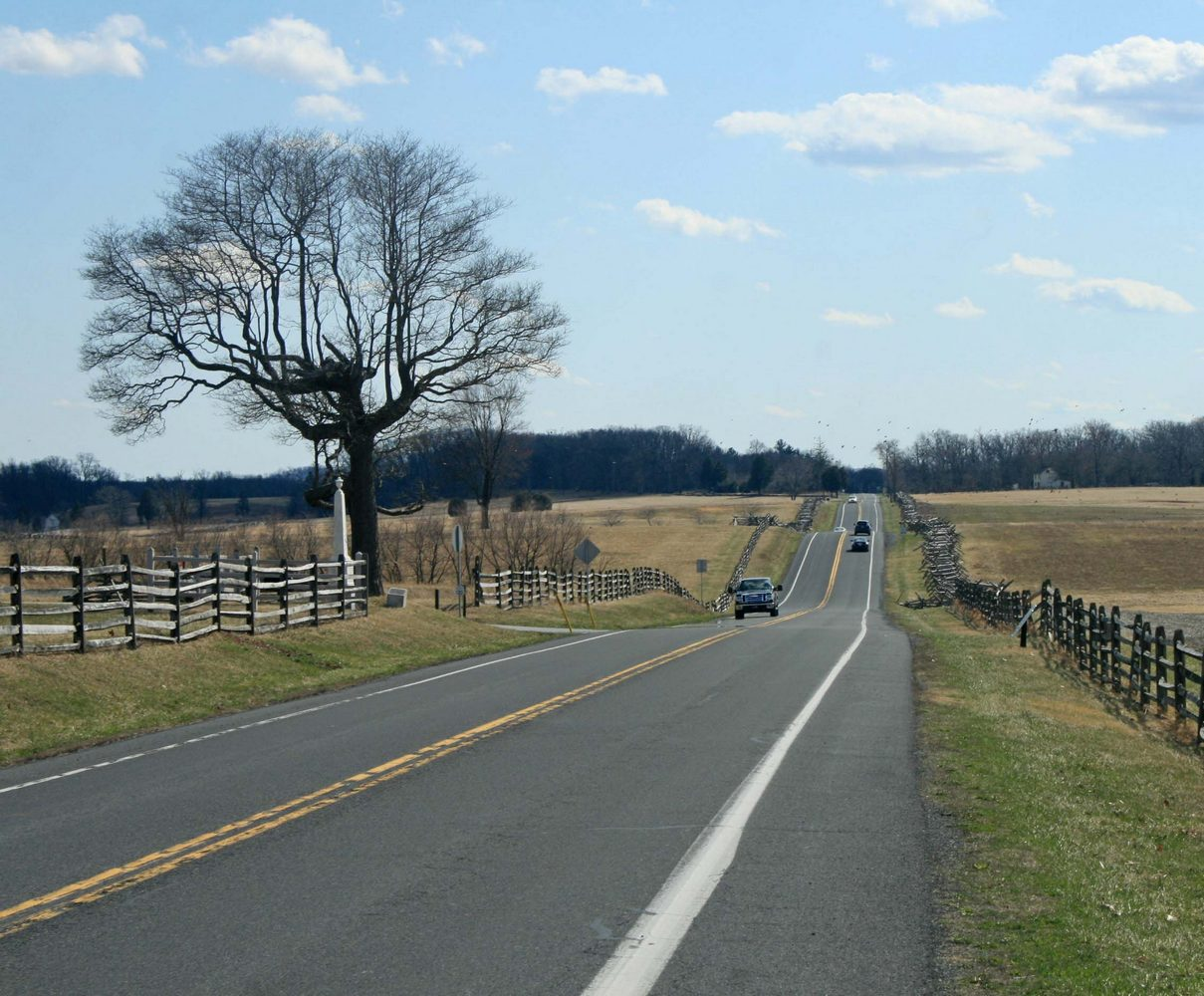
Эммитсбергская дорога и юго-западный угол Персикового сада, вид на юг (2015)

Сиклс колебался и не спешил с развёртыванием корпуса. Уже рассвело, когда капитан Джордж Мид Младший (сын и адъютант главнокомандующего) изучил позиции Третьего корпуса и сообщил в штаб, что корпус ещё не занял позиции. Джордж Мид Старший сразу отправил приказ: «Встать на позицию левее Второго корпуса, состыковать правый фланг с левым флангом Хэнкока и занять линию, которую ночью занимал генерал Гири и передать ему [Сиклсу], что крайне важно, чтобы его люди заняли позицию как можно быстрее». Но всё равно в 11:00 Сиклс отправился в штаб Мида в доме Лестера и высказал главнокомандующему свои сомнения в правильности выбранной позиции. Мид повторил свой приказ. Тогда Сиклс спросил, имеет ли он право разместить корпус так, как ему покажется удобнее. Мид ответил, что Сиклс может размещать корпус как угодно в пределах данных инструкций. Это было именно то, что желал услышать Сиклс, который очень растяжимо понимал военные приказы.
Мид также поручил шефу артиллерии, Генри Ханту, помочь Сиклсу разместить свои орудия. Однако Сиклс вместо того, чтобы установить артиллерию на Кладбищенском хребте, велел Ханту поместить её вдоль Эммитсбергской дороги, на 1500 метров западнее указанной Мидом позиции. Он сказал Ханту, что хочет занять высоту, на которой находились персиковый сад и ферма Шерфи. Хант сказал, что корпус Сиклса окажется в невыгодном положении и отказался выполнять этот приказ. Он решил узнать мнение Мида, а Сиклсу посоветовал как минимум проверить лес за Эммитсбергской дорогой.
С согласия Сиклса генерал Бирни примерно в полдень отправил на разведку 4 роты 1-го регулярного снайперского полка Хайрема Бердана (ок. 100 чел.) и 3-й Мэнский полк полковника Мосеса Лейкмана (210 чел.). Они вышли от Персикового сада к южной окраине леса Питцер-Вуд и пошли через лес на север. Здесь они встретили алабамскую бригаду Кадмуса Уилкокса, который как раз занимал позицию на правом фланге дивизии Ричарда Андерсона. Впереди шли 10-й и 11-й алабамские полки. После небольшой перестрелки северяне отступили к Персиковому саду. Бердан впоследствии утверждал, что его роты на 40 минут задержали наступление противника, хотя на самом деле он не добился никакого практического результата.
Узнав о перестрелке в Питцер-Вуд, Сиклс решил, что враг стремится занять высоту у Персикового сада. В 14:00, без санкции Мида, даже не уведомляя его, Сиклс приказал корпусу выдвигаться вперёд. Дивизии Бирни и Хэмфриза пошли вперёд, разрывая связь с левым флангом II корпуса.
На позициях II корпуса генералы Хэнкок и Гиббон с недоумением наблюдали это наступление. «Мы не могли предположить, что бы это значило, — вспоминал потом генерал Гиббон, — мы не слышали никакого приказа о наступлении и не понимали, для чего нужен этот разрыв в нашей линии». По воспоминаниям одного свидетеля, Хэнкок и Гиббон воскликнули: «Какого чёрта Сиклс это делает?!»
Между тем генерал Роберт Ли задумывал атаку именно на левый фланг Потомакской армии. С утра, около 04:00, он отправил на разведку штабного офицера Самуэля Джонстона. Джонстон вернулся через три часа, доложив, что изучил всю местность вплоть до того, что поднялся на Литл-Раунд-Топ. Историк Стивен Сирс полагает, что Джонстон не мог быть утром на Литл-Раунд-Топ, потому что он неизбежно увидел бы там XII федеральный корпус. Какие бы ни были причины, но доклад Джонстона был недостоверным. Само содержание этого доклада не сохранилось, но предположительно Ли пришёл к мнению, что левый фланг Потомакской армии ничем не прикрыт. Основываясь на докладе Джонстона, он приказал корпусу Лонгстрита выдвигаться к Персиковому саду, чтобы оттуда начать атаку.
Около 15:00 корпус Лонгстрита подошёл к Персиковому саду. До него уже каким-то образом дошло сообщение о перестрелке Уилкокса с полком Бердана, и он уже знал, что около Персикового Сада находятся как минимум два пехотных полка и батарея. Однако, прибыв на место, он обнаружил нечто большее, чем просто два полка. «Мы намеревались выйти в тыл противника… — писал генерал Мак-Лоуз жене через несколько дней, — были сообщения, что у Персикового сада стоят всего два пехотных полка и одна батарея. Но когда мы вышли к саду на расстояние видимости, то стало понятно, что противника гораздо больше, чем предполагалось…» Теперь был нужен новый план атаки, и в его ожидании южнокаролинская бригада Джозефа Кершоу развернулась вдоль Эммитсбергской дороги, фронтом к Персиковому саду. Мак-Лоуз велел миссисипской бригаде Барксдейла встать левее Кершоу и состыковаться флангом с бригадой Кадмуса Уилкокса из дивизии Андерсона. Бригады Уоффорда и Семса Мак-Лоуз развернул во второй линии.
План атаки предполагал, что Мак-Лоуз пойдёт в наступление первым, а дивизия Джона Худа — во второй линии, но фронт Потомакской армии оказался длиннее, чем предполагалось, поэтому в последний момент Лонгстрит поменял план атаки: теперь Джон Худ должен был идти в атаку первым справа от Мак-Лоуза, а уже вслед за ним в атаку должен был включаться сам Мак-Лоуз.

### Развёртывание федерального корпуса
Когда III корпус вышел на рубеж Эммитсбергской дороги, дивизионный генерал Дэвид Бирни поручил своей первой бригаде (Чарльза Грэма) участок фронта длиной 500 метров: от южного края Персикового сада до дороги к ферме Тростла (т. н. Тростл-Лэйн). Эту линию заняли пенсильванские полки: 105-й, 57-й, 114-й, 68-й и 141-й. 63-й Пенсильванский полк был развёрнут в пикетную цепь перед фронтом полков. Левее этой позиции оказалось пустое место шириной метров 500 — до высоты Каменистого холма. Бирни решил закрыть эту дыру, развернув в стрелковую цепь 3-й Мичиганский (из бригады Уорда) и 3-й Мэнский (из бригады Тробрианда) полки. Здесь же были установлены артиллерийские батареи Эймса и Кларка. Род-Айлендская батарея Джона Баклина встала у амбара фермы Шерфи фронтом на запад. Таким образом, когда началась стрельба, у Бирни имелось 2000 пехоты и три батареи на позиции, где следовало бы иметь 3000 пехоты при сильном резерве.

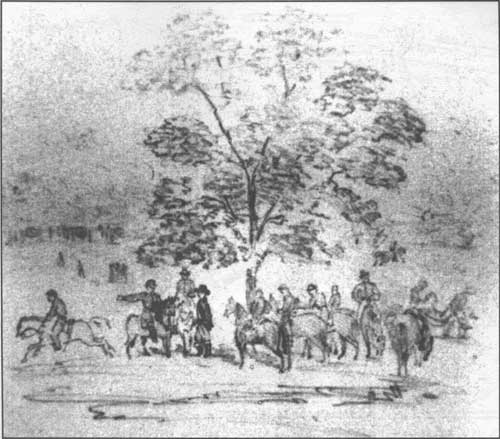
Штаб Сиклса. Рисунок Чарльза Рида

Уже под огнём орудий противника Бирни начал перебрасывать к саду дополнительные подразделения. Он перевёл в тыл Грэму бригаду Бёрлинга из дивизии Хемфриса, а затем забрал у Бёрлинга два полка (2-й Нью-Гемпширский и 7 Нью-Джерсийский) и добавил их к линии бригады Грэма. Позже он заберёт и остальные полки и направит их на разные участки фронта, оставив Бёрлинга без бригады.
Около 15:30 был послан курьер в расположение артиллерийского резерва с просьбой прислать батареи. В ответ был отправлен подполковник Макджилвери с двумя батареями: 9-й Массачусетской батареей Джона Бигелоу и 5-й Массачусетской батареей Чарльза Филлипса. По дороге батареи остановились около амбара фермы Тростла и горнист Чарльз Рид успел зарисовать генерала Сиклса со штабом. После этого шесть «Наполеонов» Бигелоу были установлены на Уитфилдской дороге, а вслед за этим правее встали шесть орудий батареи Филлипса. Гораздо позже, около 17:00, были присланы 6 орудий батареи Джеймса Томпсона. 4 орудия были размещены на Уитфилдской дороге, а 2 — у фермы Шерфи.

## Сражение

### Артиллерийская подготовка
Сражение началось с мощной артиллерийской бомбардировки. На Семинарском хребте вдоль Эммитсбергской дороги генерал Портер Александер разместил 4 батареи артиллерийского резерва I корпуса Северовирджинской армии и 4 батареи дивизии Мак-Лоуза (под ком. Генри Кейбелла), всего 36 стволов. Они открыли огонь по позициям федералов с дистанций от 400 до 600 метров. Артиллерийская дуэль была долгой и интенсивной. «Не думаю, что в ту войну был другой такой горячий, трудный и напряжённый день для артиллерии», — вспоминал потом Александер. По его словам, артподготовка началась в 15:45 и длилась около 30 минут.
Предположительно, орудиями, которые сделали первый выстрел по федеральной армии и открыли артиллерийскую дуэль, была батарея Мэнли из артбатальона Кейбелла. Батарея находилась на вершине хребта в 700 метрах от Персикового сада и состояла из двух «Наполеонов» и двух 3-дюймовых орудий. Позиция батареи была прикрыта деревьями, а зарядные ящики отведены на западный склон хребта, что помогло батарее избежать потерь: за два дня боёв она потеряла всего 11 человек и 20 лошадей. Батарея капитана Генри Карлтона состояла из двух секций; одна секция (два 10-фунтовых Паррота) встала правее батареи Мэнли, другая (две 12-фунтовые гаубицы) — левее. Эта батарея вела огонь до темноты с поразительной скоростью и понесла совсем незначительные потери. Правее стояла батарея капитана Маккарти, три 3-дюймовых нарезных орудия (два своих «Наполеона» Маккарти не стал задействовать), а ещё правее — джорджианская батарея капитана Джона Фрезера, которая через час стрельбы потеряла командира и два орудия. Эти четыре батареи Кейбелла вели огонь по Персиковому саду, но вскоре два орудия переключились на дуэль с федеральной батареей на высоте Литл-Рауд-Топ.

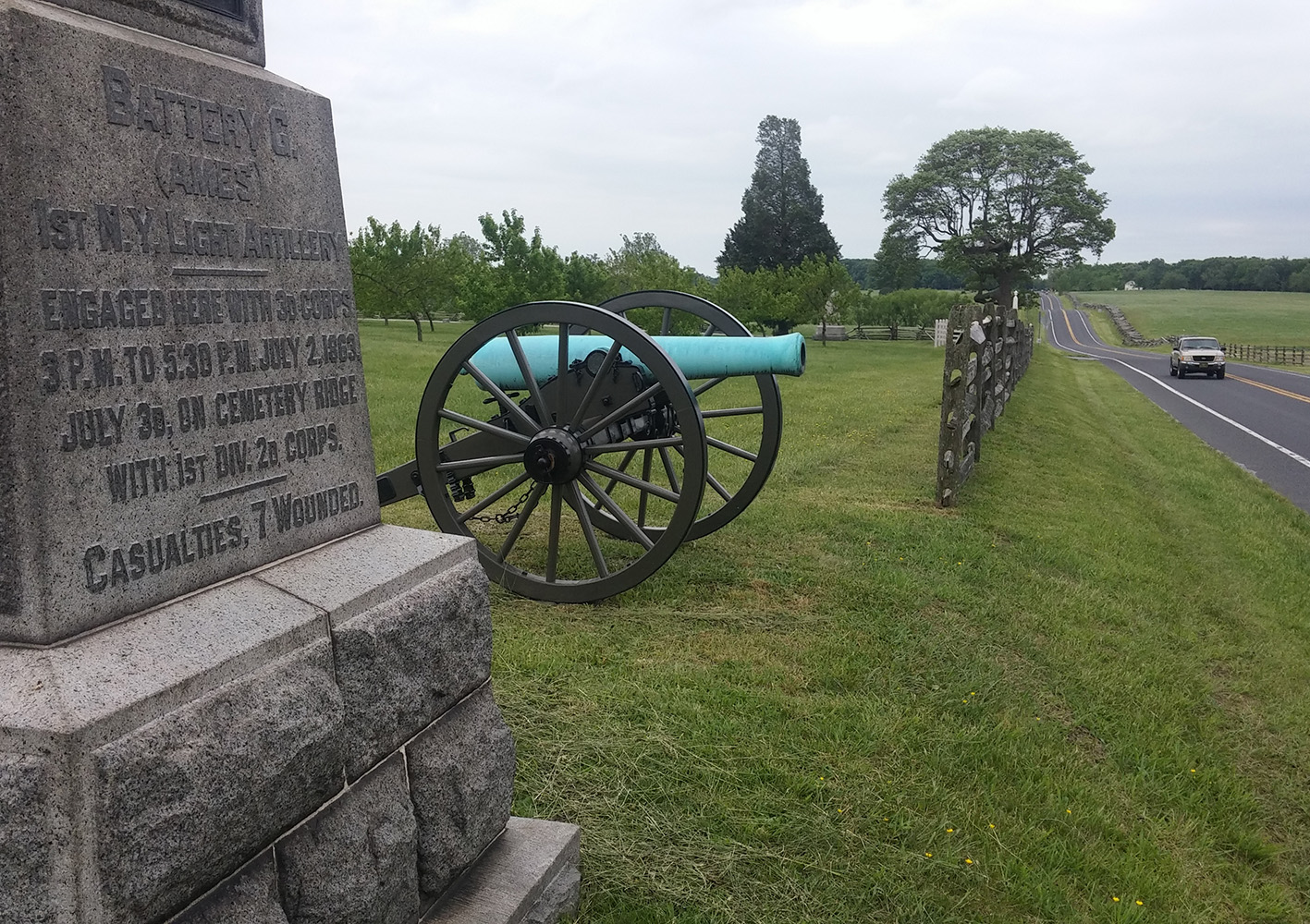
Батарея Эймса в Персиковом саду
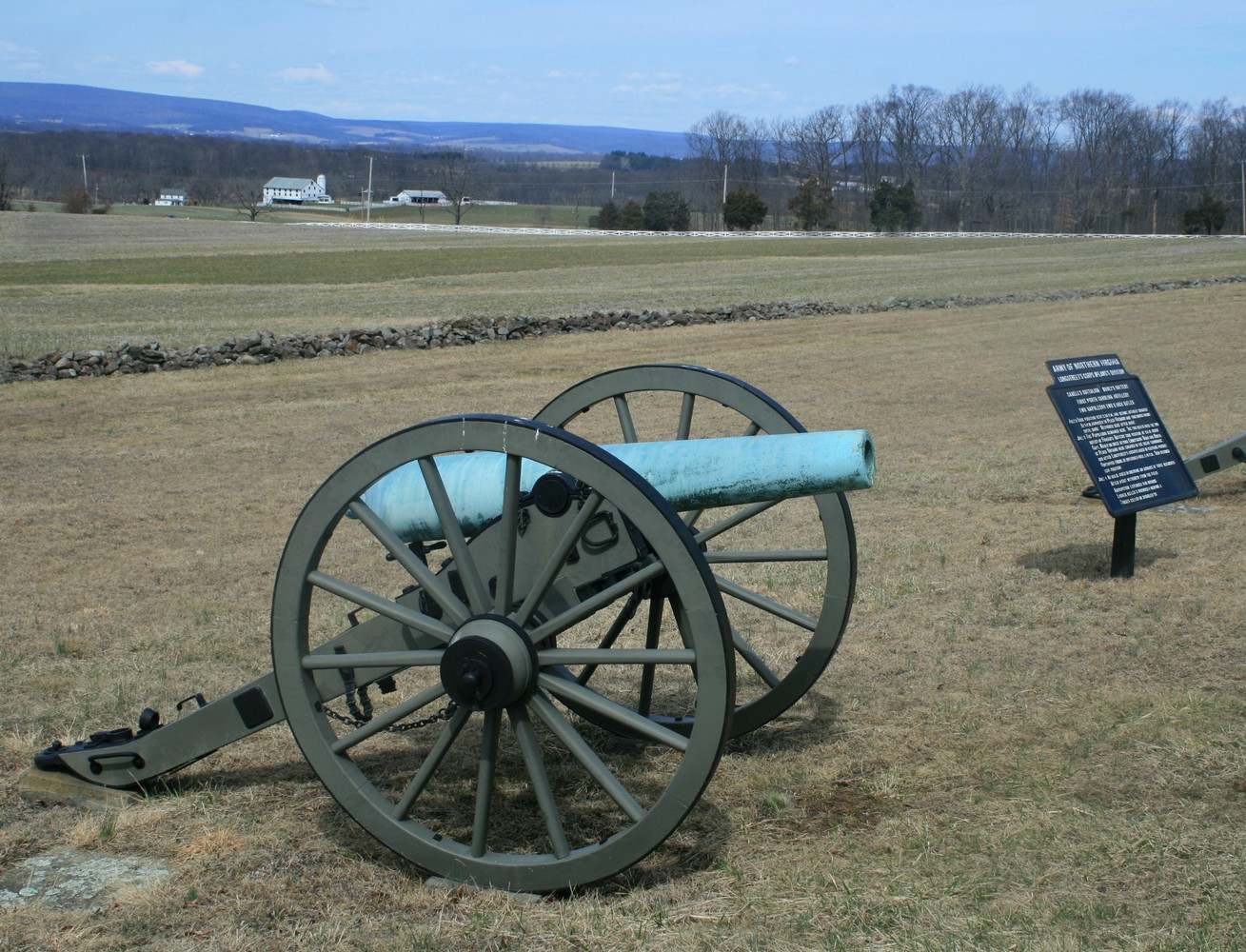
«Наполеон» батареи Мэнли (батальон Кейбелла)
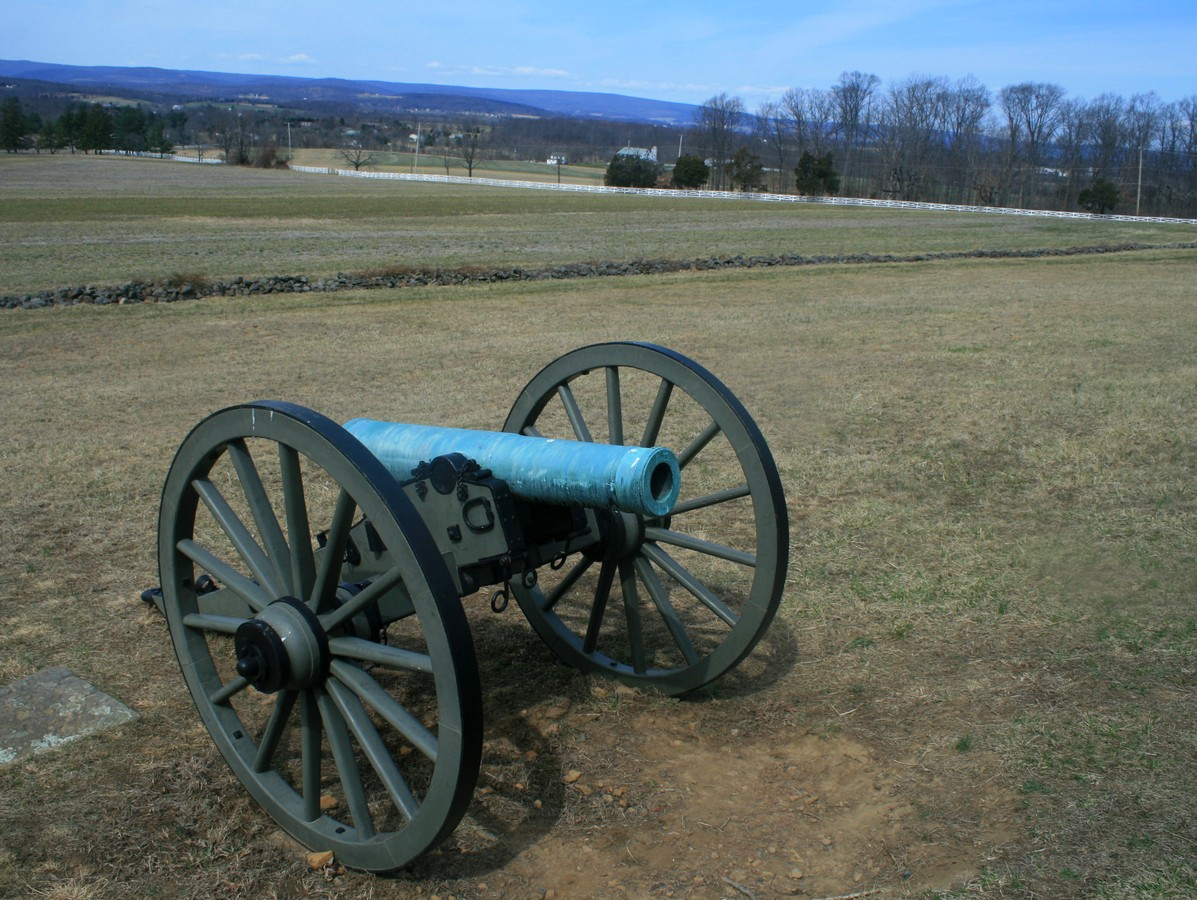
12-фунтовая гаубица батареи Карлтона (дивизия Мак-Лоуза)
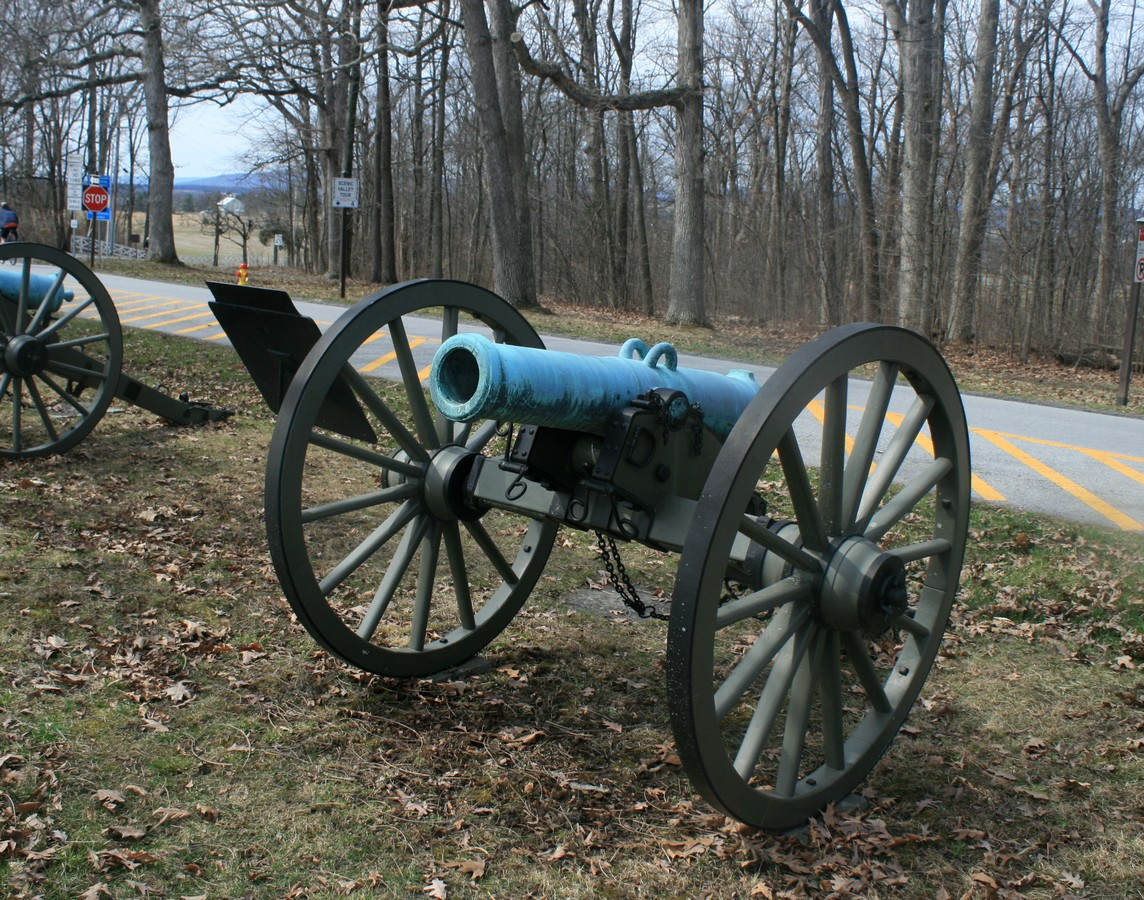
24-фунтовая гаубица батареи Мэдисона (артрезерв I корпуса)

### Наступление Кершоу

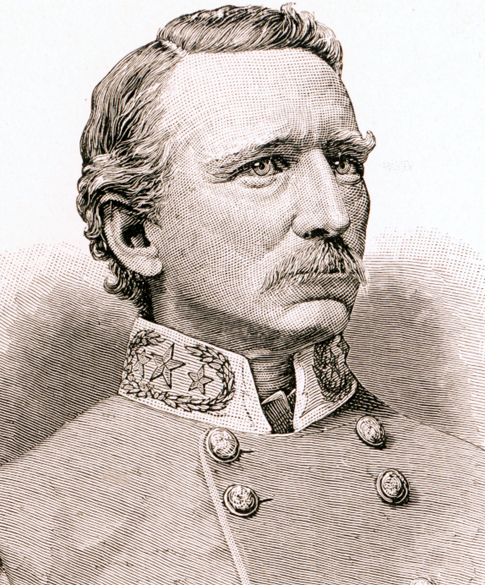
Бригадный генерал Джозеф Кершоу

Бригада Джозефа Кершоу прибыла на позицию у Эммитсбергской дороги в 15:00 и развернулась там под прикрытием каменной стены. Кершоу получил несколько письменных распоряжений от Лонгстрита и Мак-Лоуза и также несколько устных рекомендаций. Он понял так, что после сигнального выстрела должен идти вперёд к зданию фермы Роуза (в 500 метрах перед его фронтом), оттуда атаковать высоту, известную как Каменистый холм, после чего развернуться влево и атаковать Персиковый сад. Дивизия Худа при этом будет находиться на его правом фланге.
Александер в мемуарах писал, что дивизия Худа пошла в наступление первой, после чего генерал Андерсон попросил Лонгстрита прикрыть его левый фланг, и по этой причине Лонгстрит послал в наступление бригаду Кершоу, но только её одну.
Около 16:00 был дан условный выстрел. Южнокаролинцы Кершоу перебрались через стену и построились в боевые линии. 8-й южнокаролинский полк полковника Джона Хэгана встал на крайнем левом фланге, правее встал 3-й южнокаролинский батальон подполковника Уильяма Райса и ещё правее 2-й южнокаролинский полк полковника Джона Кеннеди (часть его рот была развёрнута в стрелковую цепь). Эти три полка составляли левое крыло бригады. Правое крыло составляли 3-й южнокаролинский полк майора Роберта Маффета и 7-й южнокаролинский полк полковника Эйкена. 15-й южнокаролинский полк стоял отдельно, прикрывая артиллерию. Всего у Кершоу в линии было 1800 человек.
Бригада пошла вперёд, перешла Эммитсбергскую дорогу и двинулась через поля «ровными рядами, как на параде». Левое крыло вышло к сараю фермы Роуза, там ненадолго остановилось, чтобы выровнять ряды, а затем полки развернулись влево, фронтом к Персиковому саду. В этот момент по ним дали залп батареи Филлипса и Бигелоу. Всего около 30-ти орудий открыли огонь по бригаде Кершоу, бригаде Семса в его тылу и батареям Кейбелла. Между тем 3-й и 7-й полки миновали ферму Роуза (Кершоу запомнил, что картечь, подобно граду, барабанила по каменным стенам фермы). Порядки двух полков частично перемешались, поэтому Кершоу велел полковнику Айкину сместить свой полк немного вправо. В это время левое крыло уже подошло почти вплотную к федеральным позициям у Персикового сада, но кто-то услышал команду, отданную Айкину, неправильно её понял, и всё крыло начало разворот вправо. Этот несвоевременный манёвр под обстрелом артиллерии совершенно расстроил ряды полков левого крыла и привёл к колоссальным жертвам — полки потеряли почти треть своего состава.
Южнокаролинцы быстро восстановили порядок и снова двинулись на Персиковый сад. Федеральный полковник Бейли (командир 2-го Нью-Гемпширского полка) попросил у генерала Грэма разрешение выдвинуться вперёд и прикрыть батареи. Грэм разрешил, и полк, наскоро построившись, выдвинулся на южную окраину сада. Оттуда они дали залп по бригаде Кершоу, заставил её отступить. После этого нью-гемпширцы заняли позицию за оградой сада. В это время ещё три полка — 3-й Мэнский, 141-й Пенсильванский и 3-й Мичиганский выдвинулись вперёд, примкнув к левому флангу полка Бейли. 68-й Пенсильванский встал во второй линии.

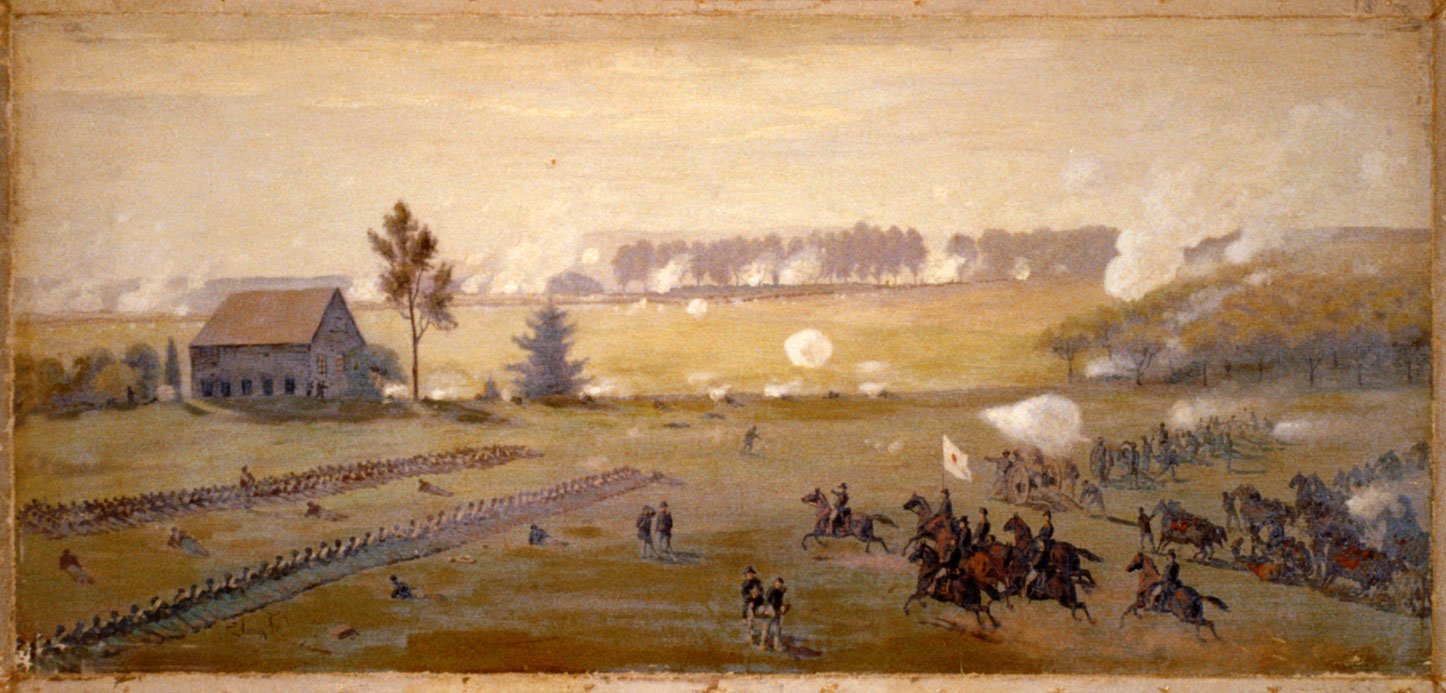
Генерал Сиклс со штабными офицерами на позиции у Персикового сада. Справа — сад, слева — здание фермы Роуза. Картина Эдвина Форбса

Правое крыло Кершоу в это время заняло Каменистый холм и вышло к полю, известному как Уитфилд. Здесь Кершоу увидел, что его правому флангу угрожают наступающие федеральные части, а так как бригада Барксдейла наконец-то пошла в атаку на Персиковый сад с запада, то Кершоу начал разворачивать свои полки фронтом к Уитфилду, оставив Барксдейла самостоятельно разбираться с отступающими от Персикового сада федеральными частями.

### Наступление Барксдейла

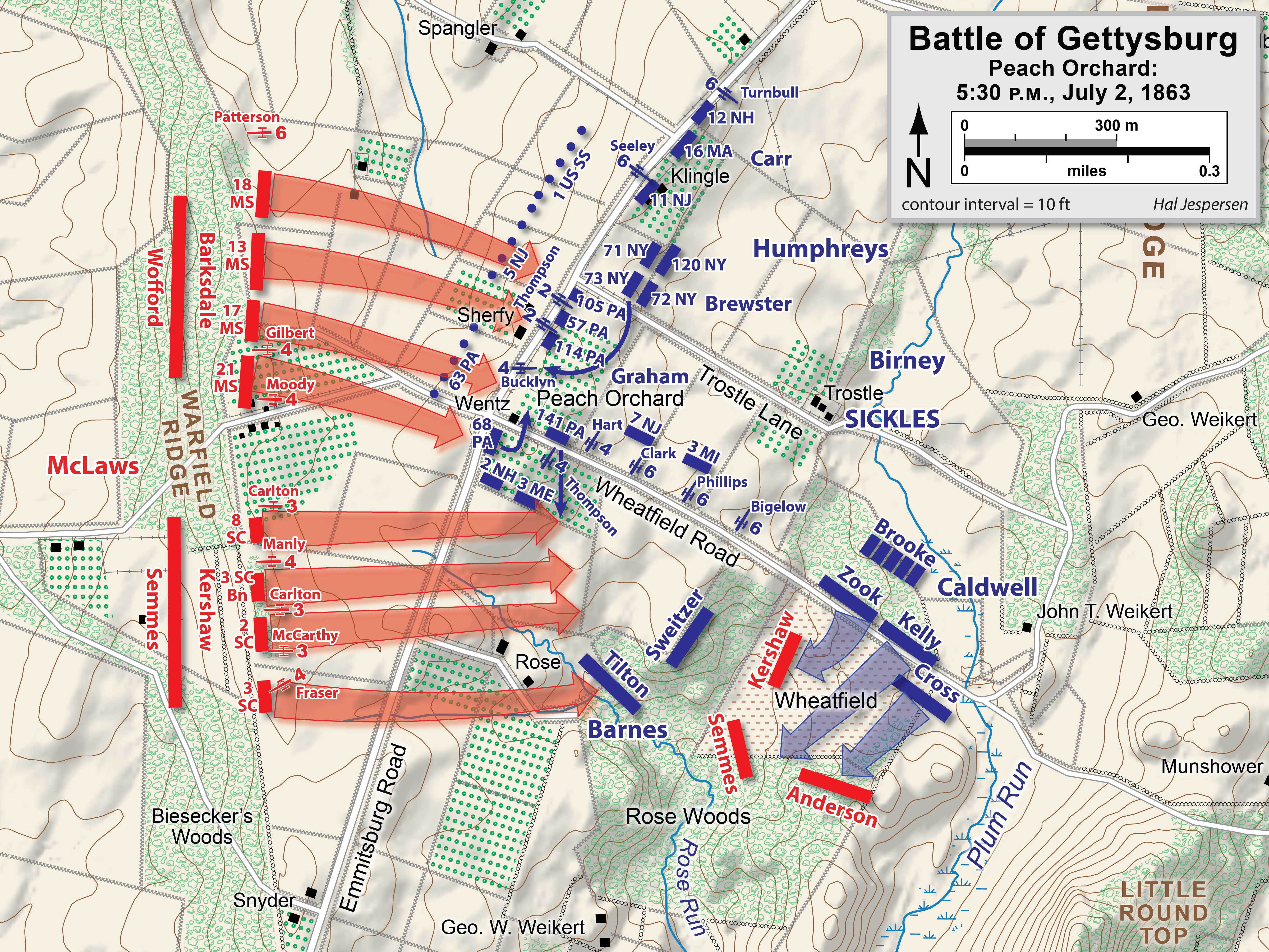
Бой за персиковый сад и контратака Колдвелла на Уитфилд

Миссисипская бригада Уильяма Барксдейла перед началом атаки стояла левее бригады Кершоу. В бригаде было четыре полка:
- 13-й Миссисипский полк полковника Джеймса Картера,
- 17-й Миссисипский полк полковника Уильяма Холдера,
- 18-й Миссисипский полк полковника Томаса Гриффина,
- 21-й Миссисипский полк полковника Бенжамина Хемфриза[англ.].

Барксдейл стремился начать атаку как можно быстрее, но когда прозвучал сигнал к началу наступления, вперёд пошла только бригада Кершоу. Южнокаролинцы Кершоу прошли примерно 300 метров, когда услышали бой барабанов миссисипской бригады, но само наступление началось ещё позже. Генерал Александер в мемуарах писал, что задержка составила 20 минут, хотя не вполне ясно, откуда он взял такую цифру. Современники обвиняли в задержке Мак-Лоуза, сам же Мак-Лоуз говорил, что это Лонгстрит просил его не начинать, пока Худ не возьмёт высоту Дэвилс-Ден и не будет готов поддержать наступление с фланга.
Приказ атаковать Мак-Лоуз отправил через своего адъютанта, капитана Ламара. Получив приказ, Барксдейл велел своим четырём полкам перелезть каменную стену и сам занял место возле своего бывшего 13-го миссисипского. Он один был на коне — всем прочим офицером было приказано наступать пешком. «Внимание, миссисипцы! — крикнул Барксдейл. — Батальоны, вперёд!» Полковник Хэмфриз потом вспоминал: «Четырнадцать сотен крепких рук сжали винтовки, и, когда строевые офицеры повторили команду „Вперёд, марш!“, люди двинулись вперёд, и четырнадцать стен голосов прокричали знаменитый Rebel yell, так что соседняя бригада поняла, что миссисипцы наступают». Капитан Ламар потом вспоминал, что никогда не видел ничего более героического: Барксдейл вёл бригаду с обнаженной головой, его седые волосы вились по ветру как «белый плюмаж Наварры».
Позиция бригады Грэма вдоль Эммитсбергской дороги имела некоторые преимущества, но северяне не соорудили даже деревянных укреплений из жердей. 63-й Пенсильванский полк был сначала развёрнут в пикетную цепь, но растратил все патроны и был отведён в тыл, так что только четыре пенсильванских полка, сильно потрёпанные бомбардировкой, удерживали линию. Их поддерживала род-айлендская батарея Джона Баклина из шести орудий, стоящая у дома фермы Шерфи. Когда миссисипцы подошли к ней на 40 метров, Баклин стал отводить орудия, а 114-й Пенсильванский (зуавский) полк выдвинулся вперёд, чтобы прикрыть отвод. Батарея потеряла в том бою 28 человек (включая самого Баклина) и 40 лошадей. Правее батареи стояли 57-й и 105-й Пенсильванские полки; они также выдвинулись вперёд, прикрывая фланг 114-го.
Положение было критическое, и Грэм запросил поддержки; генерал Эндрю Хэмфриз отправил ему 73-й Нью-Йоркский полк (он же 2-й полк огненных зуавов), который встал у фермы Шерфи в тылу 114-го Пенсильванского, который уже отступал. Полк попал под залп миссисипцев, но не мог ответить, чтобы не попасть по своим. В это время 21-й Миссисипский ворвался в сам Персиковый сад и атаковал 68-й Пенсильванский, который был примерно равен ему размерами (350 человек) и имел все шансы устоять при поддержке 2-го Нью-Гемпширского, но он не смог: 17-й Миссисипский вышел ему во фланг.

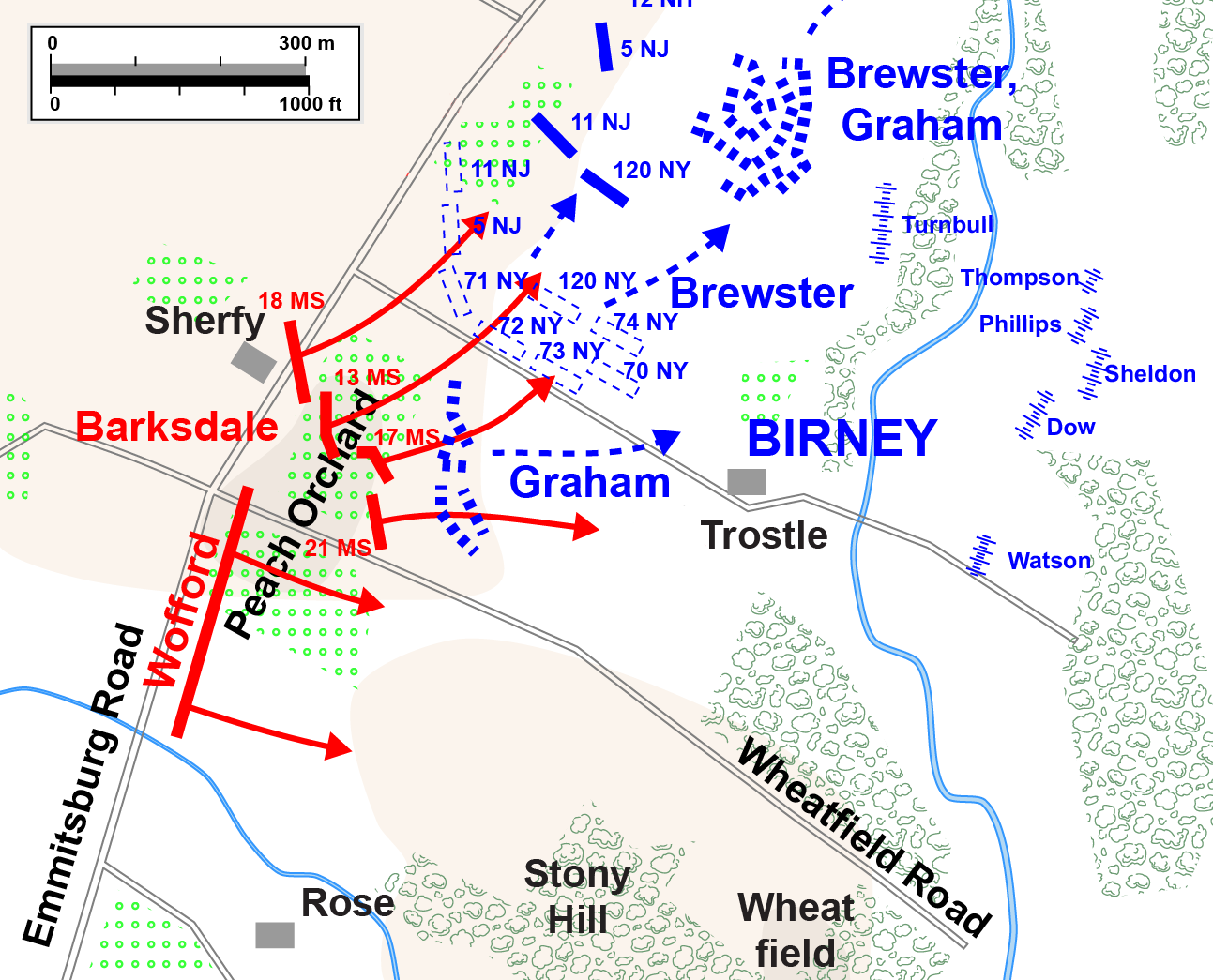
Атака Барксдейла, продолжение

В это время начала наступать джорджианская бригада генерала Уильяма Уоффорда: 16-й, 18-й, 24-й джорджианские полки, Легион Кобба и легион Филлипса. Предполагалось, что Уоффорд будет следовать за Барксдейлом во второй линии, но вместо этого бригада пошла строго на восток, так, что её правые полки наступали с южной стороны Уитфилдской дороги. Бригаде так и не довелось напрямую поучаствовать в бою за Персиковый сад, но её появление сильно смутило федеральные полки: 68-й Пенсильванский начал отходить. Гарри Пфанц назвал этот полк ключевым камнем всей обороны, с отходом которого весь участок был обречён. 3-й Мэнский и 3-й Мичиганский, стоявшие фронтом на юг (к полкам Кершоу), стали отходить и разворачиваться фронтом на запад. 2-й Нью-Гемпширский и 141-й Пенсильванский остались с открытыми флангами и также стали отступать.

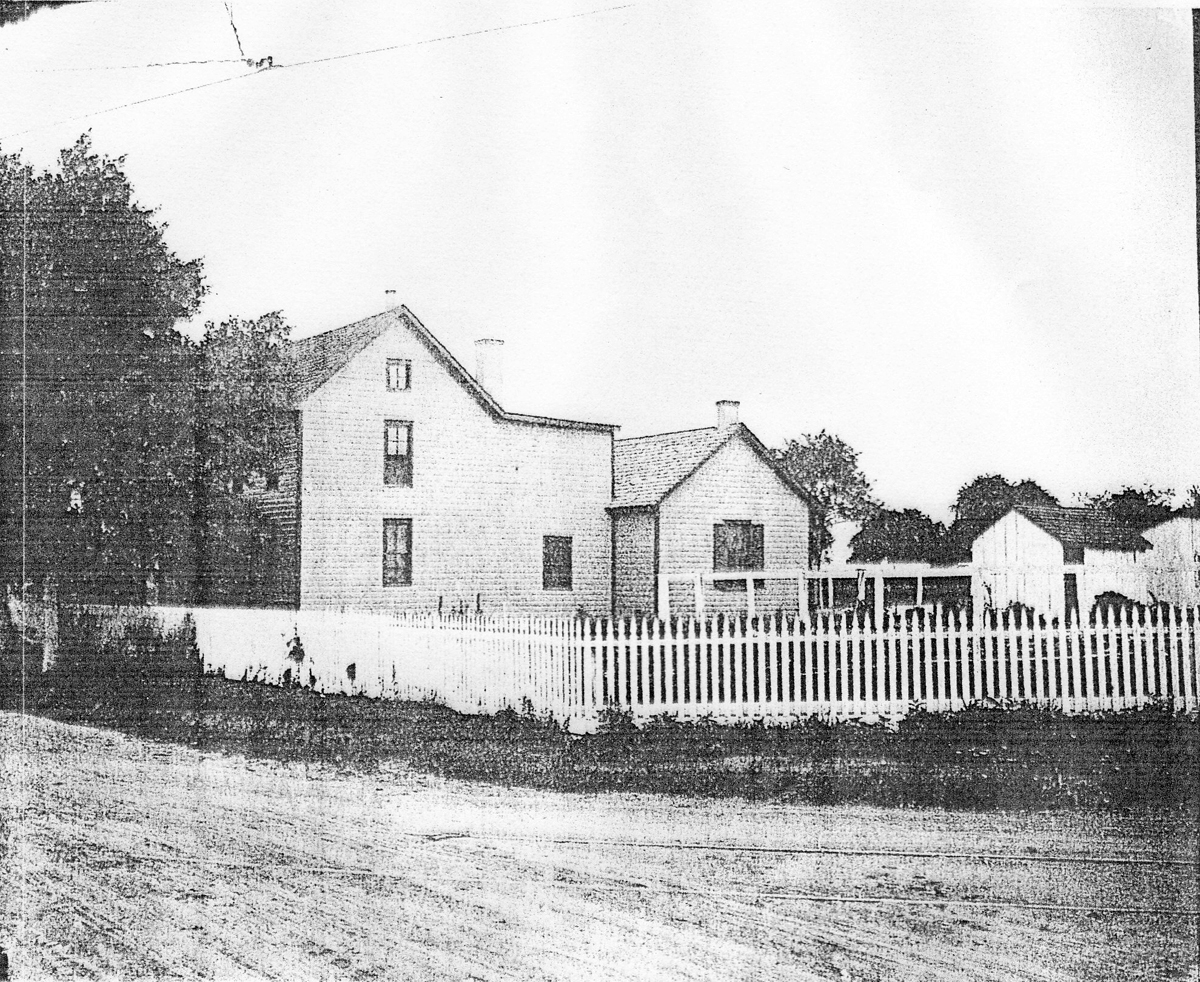
Дом фермы Венца в 1909 году

Центральные полки бригады Барксдейла (13-й и 17-й) прорвались за Эммитсбергскую дорогу к зданию фермы Генри Венца. 17-й прорвался за дом Венца и присоединился к атаке 21-го полка на федеральные батареи. 18-й полк вёл бой у фермы Шерфи. От фермы Венца 13-й и 17-й развернулись влево и ударили во фланг 114-му и 73-му Пенсильванским полкам. 114-й обратился в бегство на север вдоль Эммитсбергской дороги (за линии 57-го и 105-го полков, которые ещё держались), его командир, подполковник Фредерик Кавада, попал в плен. Вскоре бригада Барксдейла, уклоняясь влево от своего первоначального направления, приблизилась к линиям 57-го и 105-го Пенсильванских полков. Миссисипцы подошли на 100 метров к пенсильванцам, прежде чем открыть огонь. 57-й полк отступил первым. 105-й Пенсильванский считается последним полком бригады Грэма, который оставил позицию на Эммитсбергской дороге. Он даже бросился в контратаку и сумел оттеснить миссисипцев, но это была временная удача, и полк в итоге начал отступать.
Правые полки Барксдейла заставили отойти на край сада 2-й Нью-Гемпширский, 3-й Мэнский и 68-й Пенсильванские полки (и, возможно, 7-й Нью-Гемпширский, командир которого, Льюис Фрэнсин, был смертельно ранен в это время); там эти полки сумели построить боевую линию, чтобы сдержать наступление миссисипцев. В этот момент был ранен бригадный генерал Грэм. Он сдал командование полковнику 68-го полка Типпину и отправился в тыл. Федеральная линия продержалась недолго: миссисипцы опрокинули 68-й, после чего остальные стали отходить на Кладбищенский хребет. Последним остался на позиции 141-й Пенсильванский полк. Полковник Мэдилл начал отводить его, и в это время его увидел генерал Сиклс. «Полковник, — воскликнул Сиклс, — Бога ради, попробуйте удержать позицию!», на что Мэдилл ответил: «Разве у меня есть люди?» Из 209 рядовых полка в тот день было потеряно 149.

### Ранение Сиклса

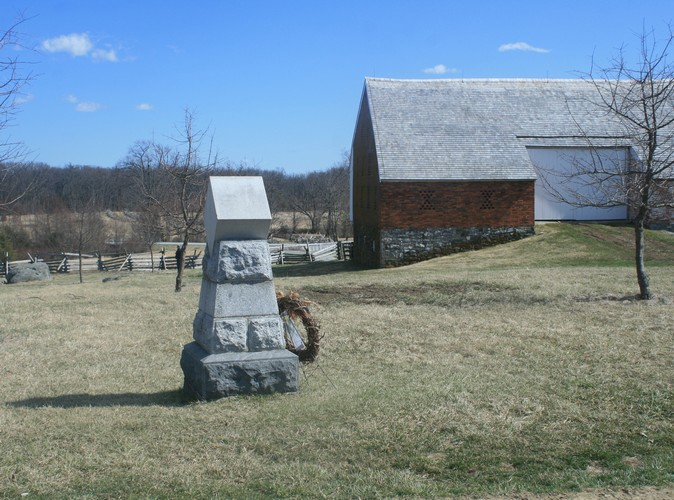
Амбар фермы Тростла и место ранения Сиклса

Во время разговора с полковником Мэдиллом генерал Дэн Сиклс и его штаб находились у западной стены фермы Тростла, куда отошли, чтобы спастись от пуль и снарядов. Вскоре после этого разговора Сиклс был ранен пушечным ядром в правое колено. Это было необычное ранение: Сикл находился в седле, и ядро зацепило его так, что не тронуло коня и даже не побеспокоило его. Сиклс смог самостоятельно спешиться и перевязать рану шарфом. Рядовой 17-го Нью-Йоркского полка, Уильям Беллард сделал жгут из уздечки и сумел остановить кровотечение. Только после этого Сиклс побледнел от потери крови, но всё равно остался в сознании. Он опасался, что может попасть в плен и просил окружающих сделать что-нибудь, чтобы этого не случилось. Когда появился майор Тремейн, Сиклс велел ему найти генерала Бирни, чтобы сдать ему командование, но Бирни вскоре появился лично. Сиклс дал ему устные инструкции, и Бирни отправился их выполнять. По просьбе Сиклса Беллард достал для него сигару и раскурил её. Генерал сел на носилках по возможности прямо, чтобы все видели, что он жив. Затем приехала санитарная повозка и доставила Сиклса в госпиталь III корпуса. В тот же вечер его нога была ампутирована.

### Оборона фермы Тростла
Когда 13-й, 17-й и 18-й Миссисипские полки развернулись влево, 21-й Миссисипский не стал повторять этот манёвр: впереди обнаружились федеральные батареи, и развернуться влево означало подставить под их удар фланг и тыл. Полк оказался в уникальном положении — он вышел во фланг федеральной артиллерии и получил возможность захватить столько батарей, сколько не удалось взять ни одному полку за все три дня сражения под Геттисбергом.
Полк продолжил наступать вперёд по Уитфилдской дороге, отделившись от остальной бригады. Федеральные батареи Томпсона и Харта уже ушли с Уитфилдской дороги, но остались батареи Кларка, Филлипса и Бигелоу. Миссисипцы двинулись на батарею Кларка, которая отступила, потеряв 20 человек и 22 лошади. Правее стояла отступившая от дороги батарея Томпсона; она потеряла почти всех лошадей и едва смогла уйти благодаря усилиям рядового Каспера Карлайла, который впоследствии получил за это Медаль Почёта. Полковник Макджилвери велел батареям Филлипса и Бигелоу отступать за ручей Плам-Ран.

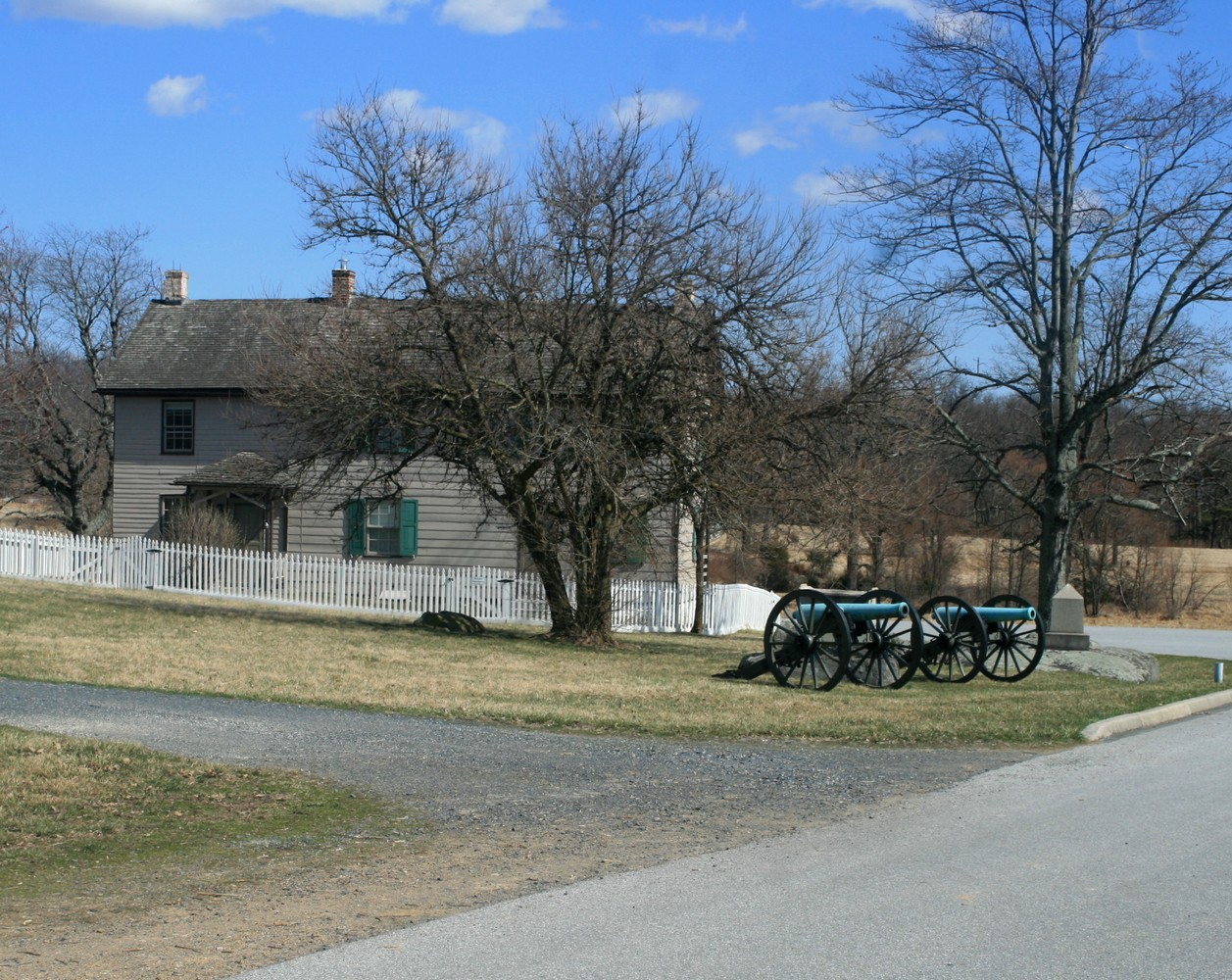
Ферма Тростла и мемориальные орудия 9-й Массачусетской батареи (2015)

9-я Массачусетская батарея капитана Джона Бигелоу покинула позицию последней. В это время артиллерия южан вела по ней огонь с Эммитсбергской дороги, миссисипцы вели винтовочный огонь с фронта, а южнокаролинцы Кершоу (возможно, 2-й южнокаролинский) угрожали их левому флангу. Бигелоу понял, что у него нет времени на то, чтобы впрячь лошадей в орудия, поэтому он приказал отходить, не прекращая стрельбы. 6 орудий батареи отходили к зданию фермы Тростла, ведя огонь картечью по южнокаролинцам и шрапнелью по миссисипцам. Слева их прикрыл 118-й Пенсильванский полк из бригады Тилтона. Батарея благополучно отступила к ферме Тростла, и Бигелоу приказал впрягать лошадей, когда появился подполковник Макджилвери. Он сказал, что на Кладбищенском хребте нет никакой пехотной линии, поэтому батарее надо остаться у фермы и держать позицию любой ценой, чтобы выиграть немного времени.

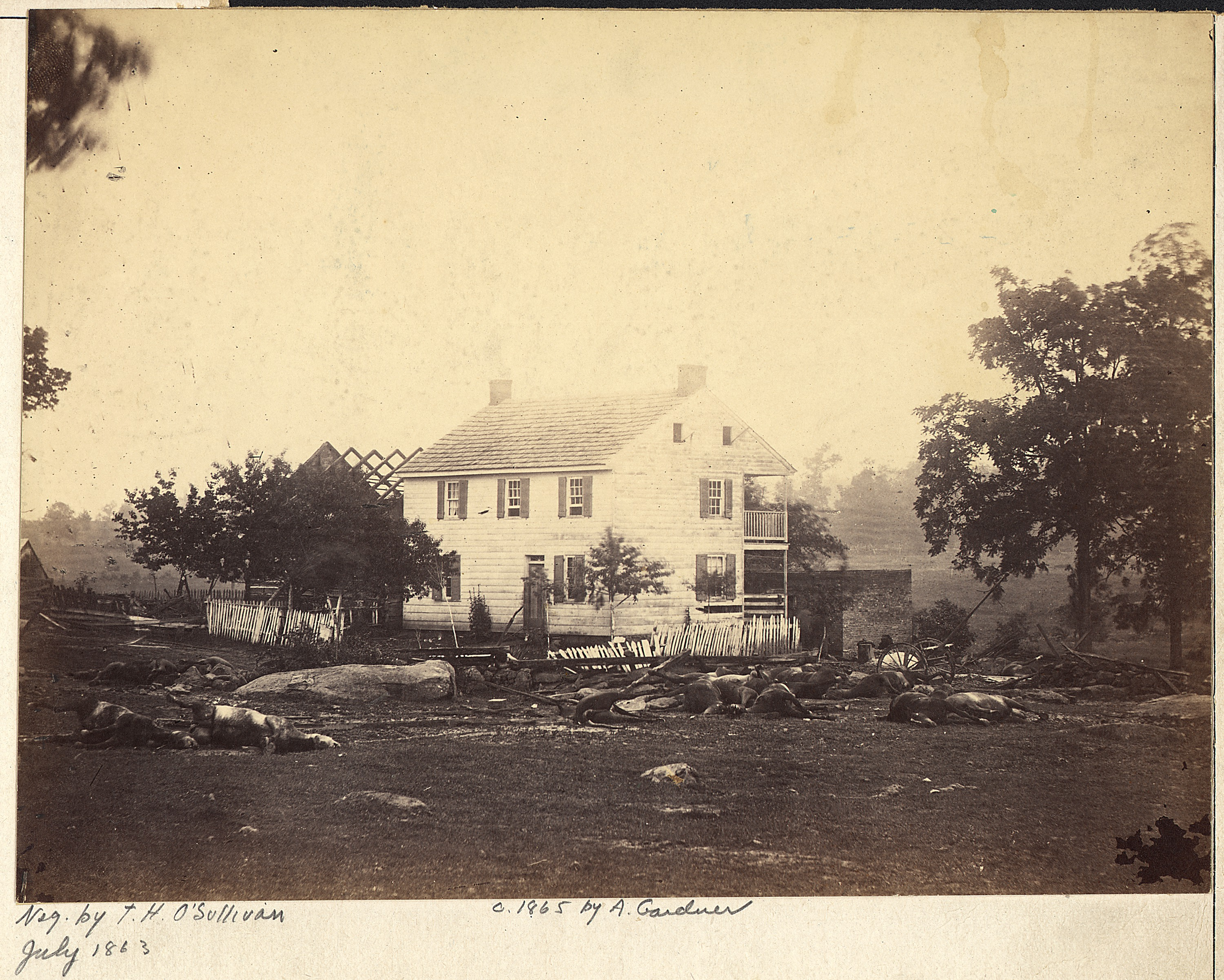
Ферма Тростла и погибшие лошади батареи Бигелоу. Фото О’Салливана

Бигелоу развернул свои 6 орудий веером и разместил зарядные ящики у самых орудий, для удобства заряжания. Неровность местности не позволяла увидеть миссисипцев, поэтому первые несколько залпов Бигелоу сделал ядрами с таким расчётом, чтобы ядро рикошетило от земли и улетало в сторону вероятного расположения противника. Затем он приказал зарядить орудия двойной картечью. Когда первые ряды миссисипской бригады показались на гребне высоты метрах в 50—100 от батарей, Бигелоу дал залп четырьмя орудиями. Другие два (секция Милтона) израсходовали картечь, и Бигелоу велел им отступить в тыл. Между тем 21-й Миссисипский несколько раз приближался к батареям и несколько раз отступал. «Противник прорывался почти к самым стволам орудий секций Эриксона и Уайтакера, — вспоминал потом Бигелоу, — но всякий раз был отбит картечью. Мы теряли сержанта за сержантом, все лошади были перебиты, пули свистели со всех сторон, так как враг обошёл наши фланги». Миссисипцы перебили всех лошадей у одного из орудий секции Уайтакера и захватили само орудие. Когда Бигелоу увидел, что федеральные батареи занимают позиции в 300 метрах за ним, он приказал отступать. Орудия секции Уайтакера (№ 5 и № 6) пришлось бросить, орудия секции Эриксона были захвачены; лейтенант Уайтакер был ранен в колено, а лейтенант Эриксон убит. 45 лошадей было убито в боях у Персикового сада и фермы Тростла. Бигелоу потом докладывал, что израсходовал три тонны боеприпасов, в том числе 92 картечных заряда.
Во время боя Бигелоу получил пулевое ранение и отправился в тыл, но уже метров через 100 упал с лошади. Горнист Рид помог ему вернуться в седло. Миссисипцы были всего в нескольких метрах от них, но из-за общей неразберихи Рид сумел увести Бигелоу на некоторое расстояние от миссисипцев, провести через сектор огня 6-й Мэнской батареи и благополучно доставить в тыл. 30 лет спустя Чарльз Рид получил Медаль Почёта за спасение капитана Бигелоу.
Федеральные орудия отходили к высоте за ручьём Плам-Ран, где Макджилвери формировал новую линию батарей: 4 трёхдюймовки лейтенанта Уотсона, 4 Наполеона лейтенанта Доу, батареи Филлипса, Томпсона и др. Они были ориентированы на 21-й миссисипский полк и батареи южан на Эммитсбергской дороге. В это время Хемфрис, (командир 21-го Миссисипского) только собирался навести порядок в рядах полка и присоединиться к другим полкам бригады, как увидел батарею Уотсона, занимающую позиции на высотах. Это батарея могла открыть огонь по соседней бригаде Уоффорда, поэтому Хемфрис приказал атаковать батарею. Они ворвались на батарею, захватили её орудия, вывели из строя 21 человека и тяжело ранили лейтенанта Уотсона, но артиллеристы унесли с собой все инструменты для стрельбы, поэтому миссисипцам не удалось воспользоваться орудиями.
Перед фронтом миссисипцев не осталось организованных частей, но свежие федеральные подразделения приближались с севера. Остальные три полка бригады оказались на 300 метров левее и втянуты в бой. Хемфриз решил присоединиться к своей бригаде, но он не успел это сделать. Он увидел, как федеральная бригада Уилларда остановила Барксдейла и что бригады Уоффорда и Кершоу также отступают. В этой ситуации Хемфрис приказал полку отойти за ручей к ферме Тростла.

### Гибель Барксдейла
Пока 21-й Миссисипский сражался у фермы Тростла, остальные полки бригады двигались на север вдоль Эммитсбергской дороги. 18-й Миссисипский шёл слева, левее дороги, от фермы Шерфи, 13-й и 17-й Миссисипские шли правее. Общий фронт полков составлял около 200 метров. В это время полки бригады Брюстера, стоящие вдоль дороги, начали разворачиваться влево, навстречу миссисипцам. 11-й Нью-Джерсийский занял позицию у фермы Клингла. Позиция 71-го и 72-го Нью-Йоркских полков неизвестна, но предположительно они также выстроились в линию с первым. К этой позиции должны были отступать остатки разбитой бригады Грэма, но эти отступающие только внесли смятение в ряды бригады Брюстера, и миссисипцы без большого труда опрокинули позиции 71-го, 72-го и, возможно, 73-го полков. На позиции остался только 120-й Нью-Йоркский полк подполковника Корнелиуса Вестбрука, который на какое-то время задержал миссисипцев. Полку Вестбрука удалось продержаться довольно долго; некоторые исследователи говорят о целом часе, хотя Гарри Пфанц считает это маловероятным. В этом бою полк потерял 203 человека.
Части левее нас стали отступать, — вспоминал потом генерал Брюстер, — противник наступал на нас крупными силами и вёл по нам ужасающий огонь из ружей и артиллерии, и во фронт, и во фланг. Наши люди отвечали весьма эффективно, на какое-то время остановили противника, но части слева от нас отошли ещё дальше назад, оставив наш фланг открытым анфиладному огню, и мы были вынуждены отступать, что и было проделано в хорошем прядке, хотя и с большими потерями в рядовых и офицерах.
Ряды миссисипцев по мере наступления всё более теряли порядок. Полковники Холдер и Гриффин предложили Барксдейлу приостановить бригаду и переформировать её, но он отказался. Возможно, именно тогда он крикнул бригаде: «Храбрые миссисипцы, ещё одна атака и день будет наш!» Когда бригада проходила низину ручья Плам-Ран, раненый рядовой Ллойд вдруг увидел, что генерал Барксдейл лежит на земле совсем один, без единого штабного офицера поблизости. Он дал ему выпить из флаги и увидел, что вода выливается из отверстий в его груди. Позже федеральные солдаты подобрали его и доставили в госпиталь на ферме Хаммельбау, где он умер на следующий день.
Впоследствии рота 11-го Нью-Джерсийского полка утверждала, что именно они застрелили Барксдейла; то же самое утверждали рядовые 126-го Нью-Йоркского полка, а также один рядовой 16-го Вермонтского и 7-го Мичиганского.
Ранение Барксдейла историк Гарри Пфанц назвал фактическим концом миссисипской атаки, одной из величайших атак той войны. Бригада была дезорганизована, понесла потери, и поддержать её было некому.

### Атака Уилларда

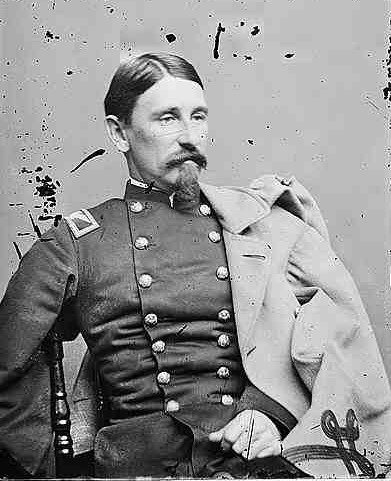
Полковник Джордж Уиллард

После потери Персикового сада положение федеральной армии стало критическим, и генерал Мид начал перебрасывать в центр позиций дополнительные части. Из XII корпуса была забрана бригада Ружера, из I корпуса — вермонтская бригада Стеннарда, но ближе всех находилась бригада полковника Джорджа Уилларда из II корпуса Хэнкока, которую Хэнкок лично повёл в бой. «Возьмите свою бригаду, — приказал он Уилларду, — и выбейте их к чёртовой матери!» Бригада прибыла на место в тот момент, когда миссисипцы Барксдейла были уже готовы уничтожить линию батарей Макджилвери.
Бригада Уилларда состояла из четырёх нью-йоркских полков: 39-го, 111-го, 125-го и 126-го. Эта была бригада, которая обороняла Харперс-Ферри в сентябре 1862 года и попала в плен после капитуляции города. 22 ноября 1862 года военнопленные были освобождены по обмену, и командование отправило их в укрепления Вашингтона. Теперь им выпал долгожданный шанс восстановить свою репутацию. Хэнкок поместил бригаду позади линии Макджилвери и приказал: «Вперёд!» Было около 19:15, до заката оставалось четверть часа.
Уиллард поставил 126-й Нью-Йоркский на правом фланге, 125-й Нью-Йоркский на левом, а 111-й поместил метров на 200 позади в качестве резерва. 39-й Нью-Йоркский был поставлен отдельно для прикрытия левого фланга. Как только полки развернули знамёна, миссисипцы открыли по ним огонь, и ньюйоркцы начали стрелять в ответ, но Уиллард велел прекратить стрельбу. Когда бригада была построена, Уиллард повёл её вперёд через низину ручья Плам-Ран. Кто-то крикнул: «Вспомни Харперс-Ферри!», и остальные подхватили этот крик.
Миссисипская бригада отошла за Плам-Ран, построилась там и с новой позиции открыла огонь по наступающей бригаде Уилларда. Был ранен командир 111-го Нью-Йоркского, а сам полк потерял в этой атаке 185 человек из 390 всего за 20 минут. 125-й Нью-Йоркский потерял 135 человек из 400.
Бригада Уилларда прорвалась за низину и прошла ещё 175 метров, где она оказалась опасно близко к батареям южан. Уиллард приказал отойти назад за Плам-Ран, и как только бригада отошла за низину, полковник Уиллард был убит осколком снаряда. Полковник Элиаким Шеррилл принял командование бригадой.
В это время 39-й Нью-Йоркский полк двигался в направлении фермы Тростла и захваченной миссисипцами батареи Уотсона. Капитан Фассет, один из адъютантов генерала Бирни, велел командиру полка отбить батарею. Ньюйоркцы потом считали, что именно они отбили батарею, хотя возможно, что миссисипцы отошли несколько ранее, бросив орудия, которыми они не могли воспользоваться. Тридцать лет спустя капитан Фассет получил Медаль Почёта за участие в этом деле.

## Последствия

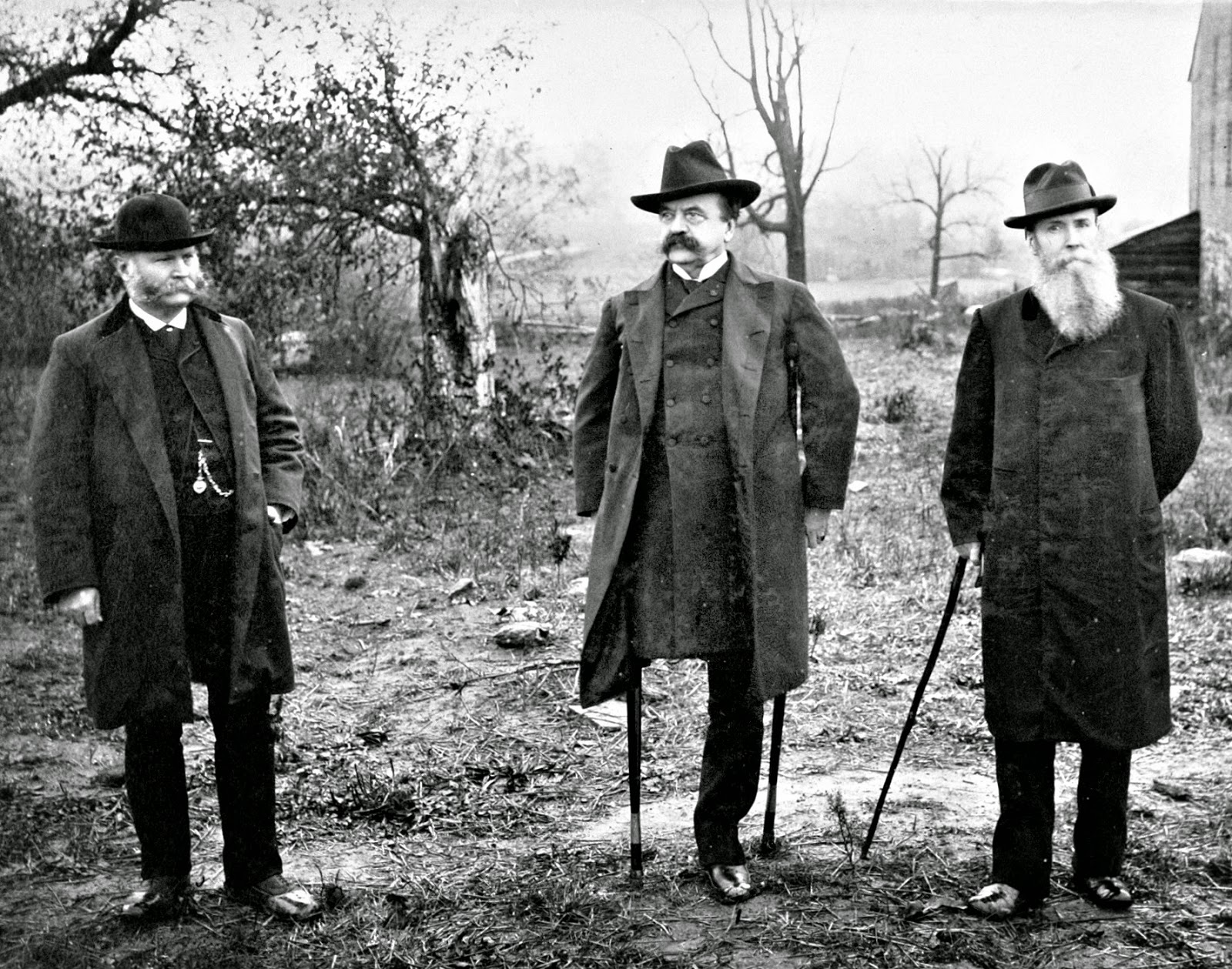
Карр, Сиклс и Грэм в 1888 году на месте ранения Сиклса у фермы Тростла

Со стратегической точки зрения, в результате боёв за Персиковый сад южане получили удобную позицию для артиллерии, которая позволила эффективно вести огонь по позициям противника на Кладбищенском хребте. С другой стороны, эта позиция была совершенно открыта для контрбатарейного огня федеральной артиллерии. На следующий день, 3 июля, в саду были размещены батареи артиллерийского батальона «Washington Artillery», которые дали сигнал к началу «Атаки Пикетта».
Джозеф и Мария Шерфи вернулись на свою ферму 6 июля, обнаружив в разорённом саду 48 павших лошадей и множество человеческих тел. Их дом был пробит семью снарядами, а амбар сожжён до основания. Рядовой 77-го Нью-Йоркского полка потом писал: «…зрелище по левую сторону дороги было более чем отвратительное. Почерневшие руины обозначали место, где ещё утром 3-го стоял большой амбар. Он использовался как госпиталь. Он загорелся от снарядов вражеских батарей и быстро сгорел дотла. Раненные, не способные спастись, были уничтожены огнём, который стремительно охватил солому и сухое деревянное здание. Изувеченные и обугленные конечности, головы и прочие части тел валялись среди руин и золы, и это было одно из самых страшных зрелищ, что я видал даже на полях сражений».
Персиковый сад сохранился до нашего времени, хотя и немного уменьшился в размерах. Семья Шерфи спасла многие деревья после сражения и посадила новые взамен утраченных. Долгое время Шерфи продавали консервированные персики, которые реклама позиционировала как персики с тех самых деревьев в том самом саду. Впоследствии стареющие персиковые деревья несколько раз заменялись на новые; в последний раз деревья были высажены в апреле 2008 года.

### Потери

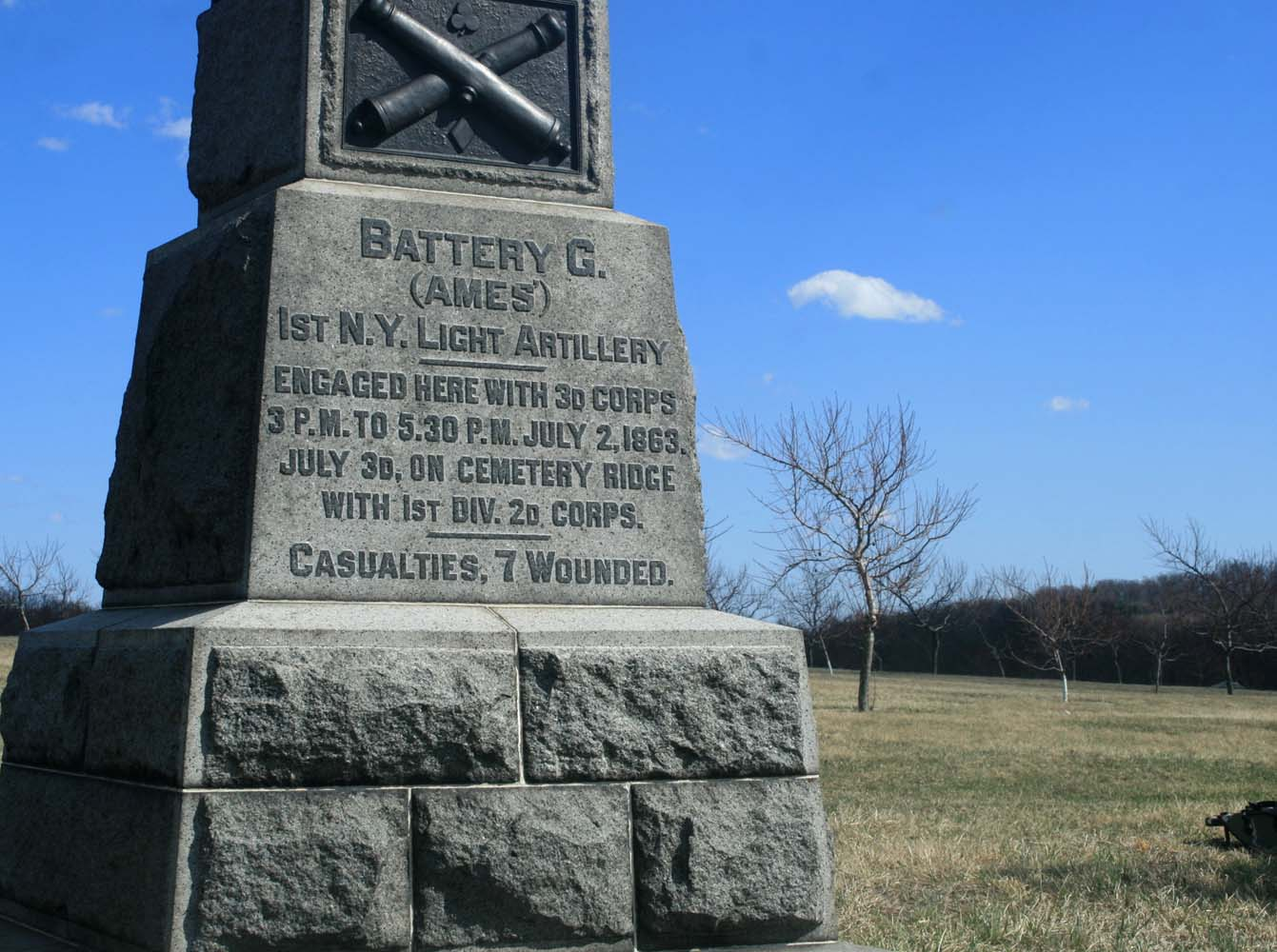
Памятник батарее Эймса в Персиковом саду. Установлен в 1893 году в присутствии самого Эймса и ветеранов войны

Бригада Грэма в боях за Персиковый сад потеряла 740 человек, в том числе самого генерала Грэма, который попал в плен и был отпущен по обмену только весной 1864 года. 141-й Пенсильванский полк потерял 149 человек из 209, 63-й Пенсильванский — 34 из 296,, 68-й Пенсильванский — 148 из 383.
Кроме полков Грэма потери понесли и некоторые соседние части, например, посланный на помощь Грэму 73-й Нью-Йоркский полк из бригады Брюстера. Его 324 человека были выбиты наполовину: 51 был убит, 103 ранены и 8 пропало без вести. Вся же бригада Брюстера потеряла 778 человек: 130 убитыми, 573 ранеными и 75 пропавшими без вести.
7-й Нью-Джерсийский полк из бригады Бёрлинга потерял полковника и 144 человека (24 убито, 77 ранено, 13 пропало без вести).
Потери южан в ходе сражения подсчитать сложно. Бригада Барксдейла, которая к началу атаки насчитывала 1598 человек, потеряла 105 человек убитыми, 550 ранеными и 92 пропавшими без вести, итого 747. 21-й Миссисипский полк из 424 человек потерял 18 убитыми и 85 ранеными. Крупнейшие потери в бригаде понёс 17-й Миссисипский — из строя выбыло 40 человек убитыми и 160 ранеными. 13-й Миссисипский из 481 человека потерял 28 убитыми и 137 ранеными, причём 86 раненых пришлось оставить на поле боя после отступления.

### Оценки
После войны генерал Лонгстрит ощущал некую долю своей вины, поскольку он не смог ничем поддержать атаку миссисипской бригады. Он писал Мак-Лоузу, что та атака зашла дальше, чем он предполагал, и что он не намеревался её продолжать так далеко, но генерал Барксдейл наступал так, как будто весь корпус Лонгстрита был на позиции. Историк Филип Такер задавался вопросом, что бы произошло, если бы дивизию Пикетта ввели в бой именно в тот вечер 2 июля. Дивизия пришла на поле боя в 14:00, полностью собралась в 17:00 и вполне могла бы быть введена в сражение подобно тому, как это сделала дивизия Хилла во время сражения при Энтитеме.
Также Такер в своей книге Barksdale’s Charge: The True High Tide of the Confederacy at Gettysburg, July 2, 1863 высказал мысль, что моментом, когда армия Юга максимально приблизилась к победе, была не атака Пикетта 3 июля, а атака Барксдейла у Персикового сада 2 июля. В момент атаки Барксдейла, писал Такер, действительно решалась судьба американской нации, в то время, как Атака Пикетта имела гораздо меньше шансов на успех. Он также считает, что доминирование вирджинцев в исторической науке и своего рода «вирджинская пропаганда» привели к тому, что атака Пикетта стала праздноваться в масштабах всей страны, а атака Барксдейла оказалась обойдена вниманием историков и потомков.